# Lawrence v. Texas
Lawrence v. Texas er en amerikansk retssag fra 2003. I sagen kendte Den Amerikanske Højesteret strafforfølgningen af to texaneres overtrædelse af Texas' sodomilovgivning, forfatningsstridig.
Sagen var kommet for retten i Texas, efter at en sherif i Houstons forstæder havde trængt ind i en lejlighed tilhørende John Geddes Lawrence og fundet Lawrence og Tyron Garner under et analt samleje.  Sheriffen var trængt ind i lejligheden efter en (falsk) anmeldelse om våbenbesiddelse og husspektakler, en anmeldelse indgivet af Lawrences nabo, Robert Eubanks, der på den tid havde et forhold til Garner.
Lawrence og Garner blev tiltalt for overtrædelse af sodomiloven i Texas. Efter at appelmuligheder i det texanske retssystem var udtømt appellerede de til den Føderale Højesteret som optog sagen. I retssagen blev der henvist til en lignende sag fra 1986, Bowers v. Hardwick hvor retten med dommerstemmerne 5 mod 4 havde opretholdt Georgias sodomilov. Et flertal på seks dommere underkendte med Lawrence-dommen Bowers' præcedens, idet de mente, at hensynet til privatlivets fred i Bowers-sagen ikke havde vejet tungt nok. Flertallet af dommerne fandt, at den seksuelle handling var beskyttet af den 14. tilføjelse til USA's forfatning.
Retssagens afgørelse gjorde sodomilovene, i de 13 stater, der fortsat havde sådanne, ugyldige.